# Will Arnett
William Emerson "Will" Arnett (født 4. maj 1970) er en canadisk skuespiller og komiker bedst kendt for sin rolle som Gob i den amerikanske komedieserie Arrested Development 2003-2006.

## Privatliv
Will Arnett har tidligere været gift med skuespillerinden Penelope Ann Miller og var fra 2003 gift med komikeren og skuespillerinden Amy Poehler med hvem han har to sønner. I 2012 blev parret imidlertid separeret.

## Udvalgt Filmografi
- Monster-in-Law (2005)
- Blades of Glory (2007)
- Ratatouille (2007) (stemme til Horst)
- Hot Rod (2007)
- Extreme Movie (2008)
- Semi-Pro (2008)
- Monsters vs. Aliens (2009) (stemme til Missing Link)
- The Lego Movie (2014) (stemme til Batman)